# Ischnosiphon gracilis
Ischnosiphon gracilis är en strimbladsväxtart som först beskrevs av Edward Rudge, och fick sitt nu gällande namn av Friedrich August Körnicke. Ischnosiphon gracilis ingår i släktet Ischnosiphon och familjen strimbladsväxter.

## Underarter
Arten delas in i följande underarter:
- I. g. gracilis
- I. g. sandwithii